# Tay (chatbot)
Tay é um chatbot de inteligência artificial (IA) lançado originalmente pela Microsoft Corporation via Twitter (hoje X) em 23 de março de 2016. No entanto, o bot gerou controvérsia ao começar a postar tuites inflamatórios e ofensivos, o que levou a Microsoft a encerrar o serviço apenas 16 horas após seu lançamento. De acordo com a Microsoft, a causa desse comportamento foram trolls que "atacaram" o serviço, já que o bot respondia com base em suas interações com as pessoas no Twitter. Posteriormente, Tay foi substituído por Zo.

## Antecedentes
Criado pelas divisões de Tecnologia e Pesquisa e Bing da Microsoft, o bot foi batizado de "Tay", um acrônimo para "pensando em você". Inicialmente, a Microsoft divulgou poucos detalhes sobre o bot, mas fontes mencionaram que ele era semelhante ou baseado em Xiaoice, um projeto similar da Microsoft na China. Segundo a Ars Technica, desde o final de 2014, Xiaoice teve "mais de 40 milhões de conversas aparentemente sem incidentes graves". Tay foi projetado para imitar os padrões de linguagem de uma garota estadunidense de 19 anos e aprender através da interação com os usuários humanos do Twitter (atual X).

## Primeiro lançamento
Tay foi lançado no Twitter em 23 de março de 2016, sob o nome TayTweets e o identificador @TayandYou. Foi apresentado como "A IA sem limites". Tay começou a responder a outros usuários do Twitter e também era capaz de legendar fotos fornecidas a ele na forma de memes da Internet. Ars Technica relatou que Tay experimentou a lista negra de tópicos: interações com Tay sobre "certos tópicos quentes como Eric Garner (morto pela polícia de Nova Iorque em 2014) geram respostas seguras e enlatadas".
Alguns usuários do Twitter começaram a postar frases politicamente incorretas, ensinando mensagens inflamatórias que giravam em torno de temas comuns na internet, como "metaforicamente" e "Gamergate". Como resultado, o robô começou a liberar mensagens racistas e sexualmente carregadas em resposta a outros usuários do Twitter. O pesquisador de inteligência artificial Roman Yampolskiy comentou que o comportamento inadequado de Tay era compreensível porque estava imitando o comportamento deliberadamente ofensivo de outros usuários do Twitter, e a Microsoft não havia dado ao bot uma compreensão do comportamento inadequado. Ele comparou o problema com o Watson da IBM, que começou a usar palavrões depois de ler entradas do site Urban Dictionary. Muitos dos tuites inflamatórios de Tay foram uma simples exploração da capacidade de "repita após mim" de Tay. Não se sabe publicamente se essa capacidade era um recurso integrado, ou se era uma resposta aprendida ou de outra forma um exemplo de comportamento complexo. No entanto, nem todas as respostas inflamatórias envolveram a capacidade de "repita após mim"; por exemplo, Tay respondeu a uma pergunta sobre "O Holocausto aconteceu?" com "Foi inventado".

## Suspensão
Logo, a Microsoft começou a deletar os tuites inflamatórios de Tay. Abby Ohlheiser, do The Washington Post, teorizou que a equipe de pesquisa de Tay, que inclui a equipe editorial, começou a influenciar ou editar os tuites de Tay em algum momento daquele dia. Ela apontou exemplos de respostas quase idênticas de Tay, que afirmavam: "Gamergate é péssimo. Todos os gêneros são iguais e devem ser tratados de maneira justa". Com base nas mesmas evidências, o Gizmodo concordou que Tay "parece programado para rejeitar o Gamergate". Uma campanha chamada "#JusticeForTay" foi lançada em protesto contra a suposta edição dos tuites de Tay.
Dentro de 16 horas após seu lançamento, e depois de Tay ter tuitado mais de noventa e seis mil vezes, a Microsoft suspendeu a conta do Twitter para ajustes. A empresa afirmou que sofreu um "ataque coordenado por um subconjunto de pessoas" que "explorou uma vulnerabilidade em Tay".
Madhumita Murgia, do The Telegraph, classificou Tay como "um desastre de relações públicas". Ela sugeriu que a estratégia da Microsoft seria "rotular o fiasco como um experimento bem-intencionado que deu errado e acender um debate sobre a maldade dos usuários do Twitter". No entanto, Murgia descreveu o problema maior como Tay sendo "a inteligência artificial em seu pior possível - e isso é apenas o começo".
Em 25 de março, a Microsoft confirmou que Tay havia sido retirado do ar. A empresa divulgou um pedido de desculpas em seu blogue oficial pelos tuites controversos postados por Tay. A Microsoft expressou profundo arrependimento pelos "tuites ofensivos e dolorosos não intencionais de Tay" e afirmou que "procuraria trazer Tay de volta apenas quando tivesse certeza de que poderia antecipar melhor a intenção maliciosa que entra em conflito com nossos princípios e valores".

## Segundo lançamento e encerramento
No dia 30 de março de 2016, durante um teste, a Microsoft acabou relançando acidentalmente o bot Tay no Twitter. Com a capacidade de tuitar novamente, Tay publicou algumas mensagens relacionadas a drogas, incluindo "kush! [Estou fumando kush [en] na frente da polícia]" e "puff pass?". Contudo, a conta logo entrou em um ciclo repetitivo, postando "Você está muito rápido, por favor, descanse" várias vezes por segundo. Como esses tuites mencionavam o próprio nome de usuário de Tay, eles apareceram nos feeds de mais de duzentos mil seguidores do Twitter, causando incômodo a alguns. Rapidamente, o bot foi retirado do ar novamente e a conta do Twitter de Tay foi configurada como privada, de modo que novos seguidores precisam ser aceitos antes de poderem interagir com Tay. Em resposta a isso, a Microsoft esclareceu que Tay foi colocada no ar inadvertidamente durante o teste.
Poucas horas após o incidente, os desenvolvedores de software da Microsoft anunciaram uma visão de "conversação como plataforma", utilizando vários bots e programas. Esse movimento pode ter sido motivado pelo dano à reputação causado por Tay. A Microsoft expressou a intenção de relançar Tay "assim que puder tornar o bot seguro", mas até o momento não fez nenhum esforço público nesse sentido.

## Legado
Em dezembro de 2016, a Microsoft apresentou ao mundo o sucessor de Tay, um chatterbot conhecido como Zo. O diretor executivo da Microsoft, Satya Nadella, destacou que Tay "exerceu uma influência significativa sobre como a Microsoft está abordando a Inteligência Artificial (IA)", e ressaltou a lição aprendida sobre a importância de assumir responsabilidades.
Posteriormente, em julho de 2019, Diana Kelley, Diretora de Tecnologia de Segurança Cibernética da Microsoft, compartilhou percepções sobre como a empresa progrediu após os contratempos com Tay. Ela enfatizou: "A experiência com Tay foi crucial para expandir o conhecimento da equipe, pois eles também estão adquirindo sua própria diversidade através do aprendizado". Esta declaração sublinha o compromisso contínuo da empresa com o crescimento e a evolução no campo da IA.